# 폴 헨리드
폴 헨리드(영어: Paul Henreid, 1908년 1월 10일 ~ 1992년 3월 29일)는 오스트리아의 배우이다.

## 영화
- 굿바이 미스터 칩스 (1939년)
- 뮌헨행 야간열차 (1940년)
- 카사블랑카 (1942년) - 빅터 라즐로 역
- 나우 보이저 (1942년) - 제리 더랜스 역
- 헐리우드 캔틴 (1944년)
- 스페니쉬 메인 (1945년)
- 디셉션 (1946년)
- 송 오브 러브 (1947년)
- 로프 오브 샌드 (1949년)
- 딥 인 마이 하트 (1954년)
- 히치콕 주간 (1955년)
- 미트 미 인 라스 베가스 (1956년)
- 매버릭 - TV 시리즈 (1957년)
- 1만개의 침실들 (1957년)
- 네버 소 퓨 (1959년)
- 묵시록의 4기사 (1961년)
- 데드 링거 (1964년)
- V2 3인의 첩보전 (1965년)
- 파리의 백작 부인 (1969년)
- 엑소시스트 2 (1977년) - 추기경 역